# Selección femenina de baloncesto sub-19 de México
La selección nacional femenina de baloncesto sub-18 y sub-19 de México, está controlada por la Asociación Deportiva Mexicana de Básquetbol y representa a México en competencias internacionales de baloncesto femenino sub-18 y sub-19 (sub-18 y sub-19).

## Plantel actual
La siguiente es la selección de jugadoras que disputó el Campeonato FIBA Américas Femenino Sub-18 de 2022.
| México                                                                  |                    |                     |         |
| Num                                                                     | Jugador            | Altura              | Edad    |
| 2                                                                       | Anisa Jeffreis     |                     | 20 años |
| 6                                                                       | Ixchel Rojo        |                     | 21 años |
| 9                                                                       | Julieta Ceja       |                     | 20 años |
| 10                                                                      | Itzel Navarro      |                     | 21 años |
| 12                                                                      | Jennifer Moreno    |                     | 20 años |
| 13                                                                      | Isabella Caballero |                     | 21 años |
| 15                                                                      | Andrea Vázquez     |                     | 20 años |
| 21                                                                      | Valeria Mora       | 1.87 m (6 ft 2 in)  | 18 años |
| 22                                                                      | Karla Márquez      |                     | 20 años |
| 24                                                                      | Regina Campuzano   |                     | 21 años |
| 27                                                                      | Loriette Maciel    | 1.79 m (5 ft 10 in) | 19 años |
| 32                                                                      | Regina Yáñez       |                     | 19 años |
| Entrenador - Alejandra Arellano Asistentes - Marcela Arrieta - Roy Rojo |                    |                     |         |

## Récord Competitivo

### Campeonato Mundial de Baloncesto Femenino Sub-19
| Año  | Position | Torneo                                                   | Sede                                |
| ---- | -------- | -------------------------------------------------------- | ----------------------------------- |
| 2017 | 12       | Campeonato Mundial de Baloncesto Femenino Sub-19 de 2017 | Udine – Cividale del Friuli, Italia |

### Campeonato FIBA Américas Femenino Sub-18
| Año  | Posición | Torneo                                           | Sede                             |
| ---- | -------- | ------------------------------------------------ | -------------------------------- |
| 1992 | 7        | Campeonato FIBA Américas Femenino Sub-18 de 1992 | Guanajuato, México               |
| 1996 | 6        | Campeonato FIBA Américas Femenino Sub-18 de 1996 | Cancún, México                   |
| 2000 | 7        | Campeonato FIBA Américas Femenino Sub-18 de 2000 | Mar del Plata, Argentina         |
| 2010 | 6        | Campeonato FIBA Américas Femenino Sub-18 de 2010 | Colorado Springs, Estados Unidos |
| 2012 | 7        | Campeonato FIBA Américas Femenino Sub-18 de 2012 | Gurabo, Puerto Rico              |
| 2014 | 7        | Campeonato FIBA Américas Femenino Sub-18 de 2014 | Colorado Springs, Estados Unidos |
| 2016 | 5        | Campeonato FIBA Américas Femenino Sub-18 de 2016 | Valdivia, Chile                  |
| 2018 | 7        | Campeonato FIBA Américas Femenino Sub-18 de 2018 | Ciudad de México, México         |
| 2022 | 5        | Campeonato FIBA Américas Femenino Sub-18 de 2022 | Buenos Aires, Argentina          |

### Campeonato FIBA Américas Femenino Sub-20
| Año  | Posición | Torneo                                           | Sede                     |
| ---- | -------- | ------------------------------------------------ | ------------------------ |
| 2006 | 5        | Campeonato FIBA Américas Femenino Sub-20 de 2006 | Ciudad de México, México |